# Canzoni nascoste
A Canzoni nascoste Toto Cutugno olasz énekes 1997-es albuma, melyről a Faccia pulita sláger lett. A dalok legtöbbjét az énekes már korábban előadta, egyesek emiatt inkább válogatásalbumnak tekintik a lemezt, mintsem stúdióalbumnak.

## Dalok
1. Faccia pulita
2. Io e te
3. Cantando
4. Commé è difficile essere uomini
5. Nel cuore nei sensi
6. Fino all'utimo
7. Se mi ami
8. Donna donna mia
9. Dove ti porta il cuore
10. A... Rio
11. Et si tu n'existais pas
12. L'été indien
13. Adulele

## Közreműködött
- Toto Cutugno - ének, billentyűs hangszerek
- Gabriele Fersini - gitár
- Pinuccio Pirazzoli - billentyűs hangszerek
- Marco Mariniello - basszusgitár
- további öt énekes - kórus